# 메디 바자르간

메디 바자르간(Mehdi Bazargan, مهدی بازرگان)은 이란의 학자, 민주주의 운동가 및 이란 혁명 이후 이란의 초대 총리를 지낸 정치인이다. 1979년 11월 주이란 미대사관 인질 사건을 자신의 책임으로 인정하고 총리 위치에서 사임했다.
테헤란 대학교 공과대학의 초대 학장을 지냈으며 과학 및 이슬람 종교에 대한 뛰어난 지식을 소유한 이란의 대표적인 지성인으로, 이란의 현대 지적 운동 시초자 중 하나로 평가받고 있다.

## 일생
1907년, 테헤란의 아제르바이잔인 집안에서 태어났다.
프랑스 정부의 레자 샤 재단의 장학생으로 선발되어 파리로 유학을 떠나 프랑스 파리에 위치한 공과대학교 에콜 상트랄에서 열역학을 공부하였다.
졸업 이후 프랑스 군대에 자원입대하여 독일 군에 저항하였으며 이후 이란에 귀국하여 테헤란 대학교의 공과대학 학장을 지냈다.
1950년에 이란의 부총리 및 이란 석유회사의 총책임자가 되었고 1961년 이란 독립운동을 이끌었다.